# Der Spaziergang von Rostock nach Syrakus

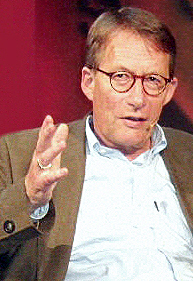
FC Delius (2006).

Der Spaziergang von Rostock nach Syrakus est un roman de Friedrich Christian Delius qui raconte l'histoire d'un serveur en Allemagne de l'Est qui passe sept ans à réaliser son projet de se rendre à Syracuse sur les traces de Seume. Le modèle était l'évasion de Klaus Müller de l'île de Hiddensee à bord d'un voilier en 1988. Le roman est paru en 1999.

## Contenu

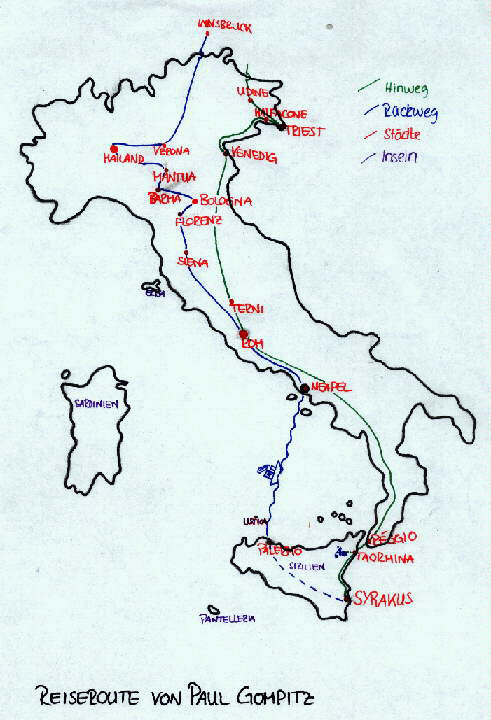
Itinéraire de Paul Gompitz en Italie

Delius a nommé Paul Gompitz le héros de cette histoire, qui s'inspire de faits réels,,. Gompitz a lu dans un cadre scolaire Spaziergang nach Syrakus im Jahre 1802 de Johann Gottfried Seume. Depuis il élabore le plan de voyager en Italie une fois dans sa vie.
Depuis longtemps, il espérait encore pouvoir partir et revenir légalement. Il s'est donc préparé principalement en économisant des D-Mark et en étudiant intensivement les descriptions de la Rome antique et des voyages classiques en Italie, mais surtout en lisant le carnet de voyage de Seume. Mais il se prépare bientôt à quitter illégalement le pays. Pour ce faire, il tente de faire passer clandestinement de l'argent occidental en Allemagne de l'Ouest et apprend à naviguer afin de tenter une évasion sur la mer Baltique. Lorsqu'il apprend que même une invitation du maire de Brême ne lui donne pas la possibilité légale de quitter le pays, il se prépare immédiatement à quitter illégalement la RDA, mais avec l'intention d'y revenir une fois son périple achevé. En RFA, Paul Gompitz a découvert qu'il était beaucoup plus difficile de trouver un emploi qu'en RDA. Il a également été choqué par les déductions salariales pour les impôts et la sécurité sociale. Néanmoins, il travaille un temps en Allemagne de l'Ouest avant de partir pour l'Italie avec l'idée de retrouver sa femme au plus vite.
Comme – contrairement à Seume – il est pressé par le temps, il voyage en trains et effectue peu d'escales. Cependant, il constate qu'il n'est pas perçu comme un citoyen de la RDA, mais comme un Allemand, et que les Italiens, qui découvrent son départ aventureux de la RDA, l'admirent. Néanmoins, au premier point glorieux de son voyage, à Rome, il est submergé par le désir de retrouver sa femme et décide de terminer le voyage plus rapidement que prévu.
À Syracuse, il peut vraiment apprécier la rencontre avec l'atmosphère historique. Lors de son voyage de retour à Naples, Gompitz insiste pour visiter l'île d'Ustica, où il imagine la rencontre légendaire d'Ulysse avec les Cyclopes. Enfin, à Mantoue, il vit l'apogée émotionnelle de son voyage lorsqu'un aubergiste joue parfaitement l'ouverture du Rigoletto de Verdi, que Paul Gompitz, depuis une expérience cinématographique dans sa jeunesse, a associé à l'Italie.
Son retour en RDA commence immédiatement par une arrestation de la Stasi et un interrogatoire. Mais comme depuis le début de son voyage et ses précédents déboires avec la police politique de la RDA, Gompitz n'est pas vraiment inquiet. Il est rapidement libéré pour rentrer chez lui et tente de reprendre au plus vite sa vie quotidienne auprès de sa femme.